# Alex Metreveli
Aleksandr "Alex" Metreveli (georgiska: ალექსანდრე მეტრეველი, Aleksandre Metreveli; ryska: Александр Ираклиевич Метревели, Aleksandr Iraklievitj Metreveli), född 2 november 1944 i Tbilisi, Georgien, är en sovjetiskfödd (etnisk georgier) högerhänt tidigare tennisspelare.

## Tenniskarriären
Alex Metreveli var en skicklig tennisspelare med stora framgångar under 1970-talets första hälft. Han var den förste sovjetiske spelaren som nådde singelfinal i Wimbledonmästerskapen. På grund av en konflikt mellan den professionella spelarorganisationen ATP och ITF (Internationella tennisfederationen) hade 79 spelare, däribland flera av de allra bästa, i sista stund bojkottat 1973 års turnering. Metreveli kom därför att få en ny seedning bland de sex främsta. Han nådde semifinalen där han besegrade amerikanen Sandy Mayer. I finalen blev han dock i det närmaste utklassad av tjecken Jan Kodeš som vann i tre raka set (6-1, 9-8, 6-3). Han nådde semifinal i Australiska öppna (1972) och Franska öppna (1972). 
Redan 1968 hade Metreveli tillsammans med ryskan Olga Morozova som första sovjetiska par nått mixed dubbelfinalen i Wimbledon. Det australiska paret Margaret Smith Court/Ken Fletcher vann finalen med 6-1, 14-12. Detta var första gången ett par från Sovjetunionen nådde en Grand Slam-final. De båda var i final igen 1970 i mästerskapen. Denna gång mötte de Ilie Năstase/Rosie Casals som vann med 6-3, 4-6, 9-7. 
Metreveli spelade under 1970-talet som proffs på WCT-touren. Hans vinstintäkter gick därvid till ryska tennisförbundet, som samtidigt betalade Metreveli för hans utlägg i samband med hans internationella tävlande. Han vann totalt fem professionella singeltitlar och rankades som bäst som världsnia i singel (juni 1974). Han vann dessutom två dubbeltitlar.
Alex Metreveli är utbildad journalist.

## Titlar påWCT-touren
- Singel
  - 1971—Hobart
  - 1972—Adelaide, Hobart, Sydney
  - 1974—South Orange

- Dubbel
  - 1976—Stockholm WCT
  - 1968—Monte Carlo